# Aloe jex-blakeae
Aloe jex-blakeae é uma espécie de liliopsida do gênero Aloe, pertencente à família Asphodelaceae.